# Gyorskorcsolya az 1952. évi téli olimpiai játékokon
Az 1952. évi téli olimpiai játékokon gyorskorcsolyában négy versenyszámot rendeztek. A versenyeket február 16. és 19. között rendezték Oslóban.

## Részt vevő nemzetek
A versenyeken 14 nemzet 67 sportolója vett részt.
- Ausztrália (AUS) (1)
- Ausztria (AUT) (3)
- Belgium (BEL) (3)
- Egyesült Államok (USA) (7)
- Finnország (FIN) (6)
- Hollandia (NED) (7)
- Japán (JPN) (6)
- Kanada (CAN) (4)
- Magyarország (HUN) (2)
- Nagy-Britannia (GBR) (3)
- Németország (GER) (1)
- Norvégia (NOR) (12)
- Olaszország (ITA) (3)
- Svédország (SWE) (3)

## Éremtáblázat
(A rendező nemzet csapata eltérő háttérszínnel, az egyes számoszlopok legmagasabb értéke, vagy értékei vastagítással kiemelve.)
| Az 1952. évi téli olimpiai játékok éremtáblázata gyorskorcsolyában | Az 1952. évi téli olimpiai játékok éremtáblázata gyorskorcsolyában | Az 1952. évi téli olimpiai játékok éremtáblázata gyorskorcsolyában | Az 1952. évi téli olimpiai játékok éremtáblázata gyorskorcsolyában | Az 1952. évi téli olimpiai játékok éremtáblázata gyorskorcsolyában | Olimpia  |
| ------------------------------------------------------------------ | ------------------------------------------------------------------ | ------------------------------------------------------------------ | ------------------------------------------------------------------ | ------------------------------------------------------------------ | -------- |
|                                                                    | Ország                                                             | Arany                                                              | Ezüst                                                              | Bronz                                                              | Összesen |
| 1.                                                                 | Norvégia (NOR)                                                     | 3                                                                  | 0                                                                  | 3                                                                  | 6        |
| 2.                                                                 | Egyesült Államok (USA)                                             | 1                                                                  | 1                                                                  | 0                                                                  | 2        |
|                                                                    |                                                                    |                                                                    |                                                                    |                                                                    |          |
| 3.                                                                 | Hollandia (NED)                                                    | 0                                                                  | 3                                                                  | 0                                                                  | 3        |
|                                                                    |                                                                    |                                                                    |                                                                    |                                                                    |          |
| 4.                                                                 | Kanada (CAN)                                                       | 0                                                                  | 0                                                                  | 1                                                                  | 1        |
| 4.                                                                 | Svédország (SWE)                                                   | 0                                                                  | 0                                                                  | 1                                                                  | 1        |
|                                                                    |                                                                    |                                                                    |                                                                    |                                                                    |          |
| Összesen                                                           | Összesen                                                           | 4                                                                  | 4                                                                  | 5                                                                  | 13       |

## Érmesek
A rövidítések jelentése a következő:
- OR: olimpiai rekord

| Az 1952. évi téli olimpiai játékok érmesei gyorskorcsolyában |                                    |            |                                        |         |                                      |         |
| Versenyszám                                                  | Arany                              | Arany      | Ezüst                                  | Ezüst   | Bronz                                | Bronz   |
| 500 m                                                        | Ken Henry · Egyesült Államok (USA) | 43,2       | Don McDermott · Egyesült Államok (USA) | 43,9    | Gordon Audley · Kanada (CAN)         | 44,0    |
| 500 m                                                        | Ken Henry · Egyesült Államok (USA) | 43,2       | Don McDermott · Egyesült Államok (USA) | 43,9    | Arne Johansen · Norvégia (NOR)       | 44,0    |
| 1500 m                                                       | Hjalmar Andersen · Norvégia (NOR)  | 2:20,4     | Wim van der Voort · Hollandia (NED)    | 2:20,6  | Roal Aas · Norvégia (NOR)            | 2:21,6  |
| 5000 m                                                       | Hjalmar Andersen · Norvégia (NOR)  | 8:10,6 OR  | Kees Broekman · Hollandia (NED)        | 8:21,6  | Sverre Haugli · Norvégia (NOR)       | 8:22,4  |
| 10 000 m                                                     | Hjalmar Andersen · Norvégia (NOR)  | 16:45,8 OR | Kees Broekman · Hollandia (NED)        | 17:10,6 | Carl-Erik Asplund · Svédország (SWE) | 17:16,6 |